# 海河防潮闸
海河防潮闸位于海河干流入海口处，始建于1958年8月，于1958年年末建成，是国务院首批国家重点水利工程之一，“塘沽三闸”之一。它还是天津市文物保护单位和天津市首批革命文物。防潮闸总长188米，宽64米，高18.5米，总耗资1566万元人民币，动员十万人义务劳动建成。2021年9月22日，海河防潮闸除险加固工程开工，旨在将其防潮标准达到200年一遇，排涝标准达到50年一遇。